# Cantone di Saint-Juéry
Il Cantone di Saint-Juéry è una divisione amministrativa dell'Arrondissement di Albi.
È stato istituito a seguito della riforma dei cantoni del 2014, che è entrata in vigore con le elezioni dipartimentali del 2015.

## Composizione
Comprende i comuni di:
- Arthès
- Cambon
- Cunac
- Dénat
- Fréjairolles
- Labastide-Dénat
- Saint-Juéry